# زدا ساکارا

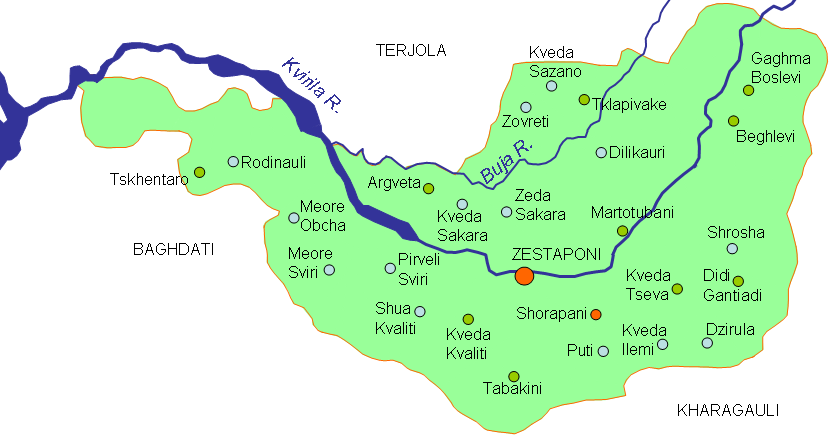
نقشه شهرداری زستاپونی

زدا ساکارا (به گرجی: ზედა საქარა) یک منطقه مسکونی در غرب گرجستان است که در شهرداری زستاپونی واقع شده است. این شهرک در حدود ۴۰ کیلومتری جنوب شرقی کوتائیسی و در ارتفاع حدود ۲۶۴ متری از سطح دریا جای دارد. این شهرک در یک کیلومتری شرق کودا ساکارا جای دارد.
ایستگاه آزمایشگاه باغبانی ساکارا که در سال ۱۹۳۲ میلادی تأسیس شد، انواع گوناگونی از میوه‌های سیب و گلابی دارد. همچنین انواع گوناگون انگور محلی گرجستان نیز در آن وجود دارد. ایستگاه علمی-پژوهشی شراب‌سازی 
ساکارا نقش مهمی در توسعه تاکستان‌های شهرداری زستاپونی دارد. این شهرک دارای قلعه‌ای است که قدمت آن به سده یازدهم میلادی می‌رسد.